# Boistrudan
Boistrudan es una población y comuna francesa, situada en la región de Bretaña, departamento de Ille y Vilaine, en el distrito de Rennes y cantón de Janzé.

## Demografía
| 1 054 | 821 | 1 003 | 1 063 | 1 177 | 1 176 | 1 177 | 1 183 | 1 160 | 1 111 | 1 079 | 1 019 | 1 004 | 962 | 937 | 872 | 850 | 851 | 801 | 756 | 683 | 714 | 719 | 768 | 753 | 661 | 606 | 576 | 505 | 475 | 501 | 494 | 671 |
| Para los censos de 1962 a 1999 la población legal corresponde a la población sin duplicidades (Fuente: INSEE [Consultar]) |     |       |       |       |       |       |       |       |       |       |       |       |     |     |     |     |     |     |     |     |     |     |     |     |     |     |     |     |     |     |     |     |